# Mamadou Diouf
Mamadou Diouf (Dakar, 17 agosto 1977) è un ex cestista senegalese.

## Carriera
Con il Senegal ha disputato due edizioni dei Campionati mondiali (1998, 2006) e due dei Campionati africani (2001, 2007).